# تاکاکی کینوشیتا
تاکاکی کینوشیتا (انگلیسی: Takaaki Kinoshita؛ زادهٔ ۱۱ ژوئن ۱۹۹۳) بازیکن فوتبال اهل ژاپن است.